# Corse (province)
Pour les articles homonymes, voir Corse (homonymie).
1768–1790
Entités précédentes :
- République de Gênes (province de Corse)
- République corse

Entités suivantes :
- Corse (département)

La Corse est une ancienne province de France, qui correspond aujourd'hui à la collectivité territoriale de Corse.

## Histoire
Entre 1570 et 1660, la république de Gênes créée 11 provinces en Corse : Capi Corsu, Bastia, Nebbiu, Balagne, Calvi, Vicu, Corti, Aléria, Aiacciu, Sartè et Bunifaziu.
En juillet 1768, à la suite du traité de Versailles, la France rachète à Gênes ses droits sur l'île ; la Corse devient une province française en cas d'impossibilité de paiement de Gênes. Néanmoins, l'île n'était déjà plus sous l'autorité de la cité ligure depuis des années, et la résistance corse s'organise autour du général Pascal Paoli. Ce dernier est contraint de quitter la Corse le 13 juin 1769, mettant fin au conflit armé.
En 1774 le Niolu, Talcini et Vallersitia se soulèvent. La ferme répression du général Narbonne saccage le Niolu, et six cents Corses sont envoyés au bagne de Toulon. 
Le 4 mars 1790, en application de la loi du 22 décembre 1789, le département de Corse fut créé.
Dans un premier temps, l'île est découpée en 9 districts : Vico, Ajaccio, Corte, île Rousse, Oletta, Bastia, La Porta, Cervione et Tallano, qui reprennent les limites des provinces génoises, avec quelques regroupements : Calvi avec la Balagne (Île-Rousse), Sartène avec Bonifacio (Tallano). Une partie de la province de Bastia forme un district avec celle du Cap Corse, l'autre constitue le district de la Porta.
En 1800, avec quelques fusions, les districts, deviendront les 6 arrondissements de Vico, Ajaccio, Sartène, Bastia, Calvi et Corte. Vico sera intégré à l'arrondissement d'Ajaccio en 1811.

## Administration
- mai 1768 - juillet 1769 : Bernard-Louis Chauvelin commandant-en-chef des troupes du roi en Corse
- juillet 1769 - avril 1779 Noël Jourda de Vaux commandant-en-chef, gouverneur général à partir du 1er aout 1769 jusqu'au 10 avril 1779.
- 1779 - 1786 : Charles Louis de Marbeuf, lieutenant général sous le comte de Vaux, devient gouverneur jusqu'à sa mort en 1786
- 1786 - 1789 : Louis François de Monteynard